# Guvernul Zinaida Greceanîi (1)
Guvernul Zinaida Greceanîi a fost un cabinet de miniștri care a guvernat Republica Moldova în perioada 31 martie 2008 - 10 iunie 2009.

## Formarea guvernului Greceanîi
După demisia guvernului condus de Vasile Tarlev, Președintele Republicii Moldova, Vladimir Voronin, a semnat la data de 21 martie 2008 un decret privind desemnarea doamnei Zinaida Greceanîi în calitate de candidat pentru funcția de Prim-ministru, a autorizat-o să întocmească programul de activitate și lista Guvernului și să le prezinte Parlamentului spre examinare și a adus la cunoștința deputaților, în cadrul ședinței plenare a Parlamentului, avansarea candidaturii Zinaidei Greceanîi la postul de Prim-ministru  .
La data de 31 martie 2008, noul guvern primește votul de încredere acordat de Parlament prin voturile celor 56 de deputați comuniști (din 101 parlamentari). De asemenea a fost aprobat și programul de guvernare, intitulat "Progres și integrare". Membrii guvernului au depus jurământul de credință în prezența președintelui Vladimir Voronin.
Noul guvern a anunțat că va asigura o continuitate în realizarea programelor investiționale, debirocratizarea administrației publice, implementarea reformelor și a cursului de integrare europeană. După cum a declarat la învestire Zinaida Greceanîi, "noul Guvern trebuie să se axeze în activitatea sa doar pe lucruri majore, să demonstreze continuitatea acelor reforme pe care le-a început Executivul precedent și să asigure implementarea programelor demarate" .
La data de 24 septembrie 2008, a fost creată Agenția Transporturilor prin reorganizarea Ministerului Transporturilor și Gospodăriei Drumurilor (care a fost desființat) și a Administrației de Stat a Aviației Civile.
Guvernul condus de Zinaida Greceanîi a demisionat la data de 4 mai 2009, urmând procedura constituțională care să permită instalarea unui nou executiv după alegerile din 5 aprilie 2009 (art. 103 din Constituția RM și art. 6 din Legea cu privire la guvern) . Guvernul și-a continuat interimar activitatea până la votarea de către Parlament la 10 iunie 2009 a unui nou guvern condus de Zinaida Greceanîi, cu o componență aproape identică cu cel anterior. 

## Componența cabinetului
| Minister                                                                                       | Nume                | Portret                                                                | În funcție din    | Pînă la           |
| ---------------------------------------------------------------------------------------------- | ------------------- | ---------------------------------------------------------------------- | ----------------- | ----------------- |
| Prim-ministru                                                                                  | Zinaida Greceanîi   | Zinaida Greceanîi, 2014 (cropped)                                      | 31 martie 2008    | 10 iunie 2009     |
| Viceprim-miniștri                                                                              |                     |                                                                        |                   |                   |
| Prim-viceprim-ministru, Ministru al Economiei și Comerțului                                    | Igor Dodon          | Igor Dodon (01.2017; cropped)                                          | 31 martie 2008    | 10 iunie 2009     |
| Viceprim-ministru, Ministru al Afacerilor Externe                                              | Andrei Stratan      |                                                                        | 31 martie 2008    | 10 iunie 2009     |
| Viceprim-ministru                                                                              | Victor Stepaniuc    | Victor Stepaniuc (2012-04-06)                                          | 31 martie 2008    | 10 iunie 2009     |
| Viceprim-ministru pe probleme de corupție, combatere a migrației și traficului de ființe umane | Valentin Mejinschi  |                                                                        | 21 octombrie 2008 | 10 iunie 2009     |
| Miniștri                                                                                       |                     |                                                                        |                   |                   |
| Ministru al Finanțelor                                                                         | Mariana Durleșteanu |                                                                        | 31 martie 2008    | 10 iunie 2009     |
| Ministru al Construcțiilor și Dezvoltării Teritoriului                                         | Vladimir Baldovici  |                                                                        | 31 martie 2008    | 10 iunie 2009     |
| Ministru al Agriculturii și Industriei Alimentare                                              | Anatolie Gorodenco  |                                                                        | 31 martie 2008    | 10 iunie 2009     |
| Ministru al Ecologiei și Resurselor Naturale                                                   | Violeta Ivanov      | Violeta Ivanov (2014-02-13)                                            | 31 martie 2008    | 10 iunie 2009     |
| Ministru al Educației și Tineretului                                                           | Larisa Șavga        |                                                                        | 31 martie 2008    | 10 iunie 2009     |
| Ministru al Sănătății                                                                          | Larisa Catrinici    |                                                                        | 31 martie 2008    | 10 iunie 2009     |
| Ministru al Protecției Sociale, Familiei și Copilului                                          | Galina Balmoș       |                                                                        | 31 martie 2008    | 10 iunie 2009     |
| Ministru al Culturii și Turismului                                                             | Artur Cozma         |                                                                        | 31 martie         | 1 decembrie 2008  |
| Ministru al Justiției                                                                          | Vitalie Pîrlog      |                                                                        | 31 martie 2008    | 10 iunie 2009     |
| Ministru al Afacerilor Interne                                                                 | Valentin Mejinschi  |                                                                        | 31 martie         | 21 octombrie 2008 |
| Ministru al Afacerilor Interne                                                                 | Gheorghe Papuc      |                                                                        | 27 octombrie 2008 | 10 iunie 2009     |
| Ministru al Dezvoltării Informaționale                                                         | Pavel Buceațchi     |                                                                        | 31 martie 2008    | 10 iunie 2009     |
| Ministru al Apărării                                                                           | Vitalie Vrabie      |                                                                        | 31 martie 2008    | 10 iunie 2009     |
| Ministru al Reintegrării                                                                       | Vasilii Șova        | Vasilii Șova (2014-02-20)                                              | 31 martie 2008    | 10 iunie 2009     |
| Ministru al Administrației Publice Locale                                                      | Valentin Guznac     |                                                                        | 31 martie 2008    | 10 iunie 2009     |
| Ministru al Transporturilor și Gospodăriei Drumurilor                                          | Vasile Ursu         |                                                                        | 31 martie         | 1 octombrie 2008  |
| Membri ex-officio                                                                              |                     |                                                                        |                   |                   |
| Președinte al Academiei de Științe a Moldovei                                                  | Gheorghe Duca       | Flickr - Ion Chibzii - The president of Academy of Sciences of Moldova | 31 martie 2008    |                   |
| Guvernator (Bașcan) al UTA Găgăuzia                                                            | Mihail Formuzal     | Михаил Формузал                                                        | 31 martie 2008    | 15 aprilie 2015   |

## Legături externe
- Guvernul Greceanîi-1 Arhivat în 24 iunie 2015, la Wayback Machine. pe interese.md

| Precedat(ă) de: Guvernul Vasile Tarlev (2) | Guvernul Zinaida Greceanîi (1) 31 martie 2008 - 10 iunie 2009 | Succedat(ă) de: Guvernul Zinaida Greceanîi (2) |